# Eugene Bullard
Eugene Jacques Bullard (ur. 9 października 1894 w Columbus, zm. 12 października 1961 w Nowym Jorku) – amerykański pilot służący w lotnictwie francuskim podczas I wojny światowej, uznawany za pierwszego czarnoskórego pilota myśliwskiego.

## Dzieciństwo i młodość
Bullard urodził się w Columbus w stanie Georgia jako siódme z dziesięciorga dzieci Williama Bullarda i Josephine Thomas. Jego przodkowie wyemigrowali z Karaibów do Stanów Zjednoczonych, gdzie schronili się wśród rdzennych mieszkańców – Krików.
Jako nastolatek opuścił kraj i udał się do Europy. Przebywał w Wielkiej Brytanii i Francji, gdzie utrzymywał się z dorywczych prac, m.in. jako bokser i artysta w teatrze wodewilowym. Ostatecznie osiedlił się w Paryżu.

## I wojna światowa

### Legia Cudzoziemska
19 października 1914 roku Bullard wstąpił do Legii Cudzoziemskiej, gdzie został przydzielony do 3. Pułku Marszowego. Brał udział w walkach m.in. podczas bitwy nad Sommą, pierwszej bitwy w Szampanii i bitwy pod Verdun. Został ranny 5 marca 1916 roku, a za zasługi odznaczony Krzyżem Wojennym.

### Lotnictwo
Po powrocie do zdrowia w Lyonie, 2 października 1916 roku Bullard zgłosił się do francuskich sił powietrznych. Rozpoczął szkolenie w akademii w Tours, a następnie został przypisany do eskadr Spa 93 i później Spa 85. 5 maja 1917 roku uzyskał licencję pilota (nr 6950) wydaną przez Aéro-Club de France.
Choć próbował dołączyć do Lafayette Escadrille (N.124), eskadra ta nie przyjmowała już nowych pilotów. Został natomiast przypisany do Lafayette Flying Corps, obejmującego amerykańskich ochotników współpracujących z francuskim lotnictwem. Nazwisko Bullarda zostało wymienione w oficjalnym wykazie członków opublikowanym w piśmie „Flying” w 1917 roku.
28 czerwca 1917 został mianowany kapralem. 27 sierpnia przydzielono go do Escadrille N.93, stacjonującej w Beauzée-sur-Aire, gdzie służył do 13 września. Uczestniczył w ponad 20 misjach bojowych, a źródła przypisują mu zestrzelenie jednego lub dwóch samolotów wroga. Brak jednak oficjalnego potwierdzenia tych zestrzeleń przez stronę francuską.
Po przystąpieniu Stanów Zjednoczonych do wojny, Bullard – jako obywatel USA – ubiegał się o przyjęcie do amerykańskiego lotnictwa. Mimo pozytywnego wyniku badań lekarskich, został odrzucony ze względu na kolor skóry – przyjęto wyłącznie białych kandydatów.
W późniejszym okresie został przeniesiony do 170. batalionu piechoty w wyniku konfliktu z francuskim oficerem. Zakończył służbę wojskową 24 października 1919 roku.

## W kulturze
W 1972 roku życie Bullarda zostało opisane w biografii The Black Swallow of Death autorstwa Patricka Carisella i Jamesa Ryana. Jego postać pojawia się także w książce dla młodzieży Eugene Bullard: World's First Black Fighter Pilot autorstwa Larry'ego Greenly'ego.
W filmie Flyboys (2006) postać Eugene’a Bullarda zainspirowała bohatera o imieniu „Eugene Skinner”, granego przez brytyjskiego aktora Abdula Salisa.
W 2020 roku amerykański zespół Telergy wydał album koncepcyjny zatytułowany Black Swallow, poświęcony historii Bullarda.

## Odznaczenia
- Legia Honorowa V klasy
- Medal Wojskowy
- Krzyż Wojenny z brązową gwiazdką
- Krzyż Kombatanta-Ochotnika
- Krzyż Kombatanta
- Medal Rannych na Wojnie
- Medal Pamiątkowy Wielkiej Wojny
- Medal Pamiątkowy Zwycięstwa

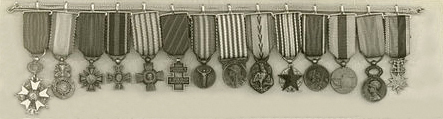
Odznaczenia Bullarda

- Medal Pamiątkowy Ochotników (I wojny światowej)
- Medal Pamiątkowy Ochotników Wolnej Francji
- Medal Pamiątkowy Wojny 1939–1945
- Medal Pamiątkowy Bitwy pod Verdun
- Medal Pamiątkowy Bitwy nad Sommą
- Medal Ochotników Amerykańskich we Francji